# Hitoyoshi

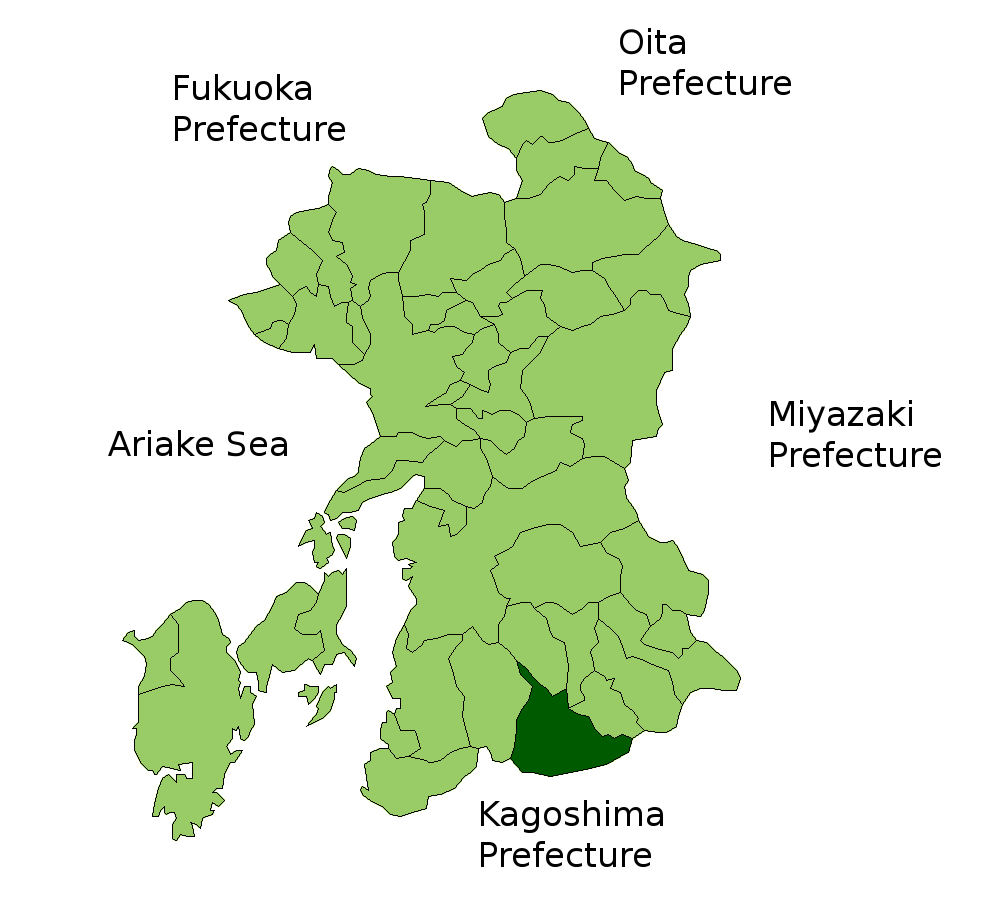

Hitoyoshi (人吉市 Hitoyoshi-shi?) este un municipiu din Japonia, prefectura Kumamoto.